# Mount Atholl
Mount Atholl ist ein 728 m (nach anderer Quelle 1087 m) hoher Berg im ostantarktischen Viktorialand. Er ragt westlich des Mount Alexandra in den Denton Hills an der Scott-Küste auf.
Das New Zealand Geographic Board benannte ihn 1994 nach der 1873 gestorbenen neuseeländischen Botanikerin Sarah Atholl, deren Spezialgebiet Flechten waren.